# 粗吻田氏鯊
粗吻田氏鯊（學名：Deania hystricosa）是一種所知甚少的深海鯊魚。
粗吻田氏鯊有極長的吻，沒有臀鰭，背鰭鰭棘細少且有凹溝，皮膚上小齒呈草耙型。第一背鰭長而且幼。最長可達1.09米。
粗吻田氏鯊分佈在近馬德拉自治區的東大西洋及南日本的西太平洋。
粗吻田氏鯊生活在600-1000米的水深處，但很罕有。牠們是卵胎生的，每胎可能有12條幼鯊。